# Le Vigan-en-Quercy
 (octobre 2024).
 (octobre 2024).
La mise en forme du texte ne suit pas les recommandations de Wikipédia : il faut le « wikifier ».
Les points d'amélioration suivants sont les cas les plus fréquents. Le détail des points à revoir est peut-être précisé sur la page de discussion.
- Les titres sont pré-formatés par le logiciel. Ils ne sont ni en capitales, ni en gras.
- Le texte ne doit pas être écrit en capitales (les noms de famille non plus), ni en gras, ni en italique, ni en « petit »…
- Le gras n'est utilisé que pour surligner le titre de l'article dans l'introduction, une seule fois.
- L'italique est rarement utilisé : mots en langue étrangère, titres d'œuvres, noms de bateaux, etc.
- Les citations ne sont pas en italique mais en corps de texte normal. Elles sont entourées par des guillemets français : « et ».
- Les listes à puces sont à éviter, des paragraphes rédigés étant largement préférés. Les tableaux sont à réserver à la présentation de données structurées (résultats, etc.).
- Les appels de note de bas de page (petits chiffres en exposant, introduits par l'outil «  Source ») sont à placer entre la fin de phrase et le point final[comme ça].
- Les liens internes (vers d'autres articles de Wikipédia) sont à choisir avec parcimonie. Créez des liens vers des articles approfondissant le sujet. Les termes génériques sans rapport avec le sujet sont à éviter, ainsi que les répétitions de liens vers un même terme.
- Les liens externes sont à placer uniquement dans une section « Liens externes », à la fin de l'article. Ces liens sont à choisir avec parcimonie suivant les règles définies. Si un lien sert de source à l'article, son insertion dans le texte est à faire par les notes de bas de page.
- La présentation des références doit suivre les conventions bibliographiques. Il est recommandé d'utiliser les modèles {{Ouvrage}}, {{Chapitre}}, {{Article}}, {{Lien web}} et/ou {{Bibliographie}}. Le mode d'édition visuel peut mettre en forme automatiquement les références.
- Insérer une infobox (cadre d'informations à droite) n'est pas obligatoire pour parachever la mise en page.

Pour une aide détaillée, merci de consulter Aide:Wikification.
Si vous pensez que ces points ont été résolus, vous pouvez retirer ce bandeau et améliorer la mise en forme d'un autre article.
 (octobre 2024).
Si vous disposez d'ouvrages ou d'articles de référence ou si vous connaissez des sites web de qualité traitant du thème abordé ici, merci de compléter l'article en donnant les références utiles à sa vérifiabilité et en les liant à la section « Notes et références ».
Pour les articles homonymes, voir Le Vigan.
Le Vigan-en-Quercy (anciennement Le Vigan, jusqu'au 31 décembre 2024) est une commune française, située dans le centre du département du Lot en région Occitanie.
Elle est également dans la Bouriane, une région naturelle sablonneuse et collinaire couverte de forêt avec comme essence principale des châtaigniers.
Exposée à un climat océanique altéré, elle est drainée par la Melve, le Bléou, le Rêt et par divers autres petits cours d'eau. Incluse dans le bassin de la Dordogne, la commune possède un patrimoine naturel remarquable composé d'une zone naturelle d'intérêt écologique, faunistique et floristique.
Les habitants du Vigan-en-Quercy s'appellent les Vigannais et les Vigannaises.
Le Vigan-en-Quercy est une commune rurale qui compte 1 544 habitants en 2022, après avoir connu une forte hausse de la population depuis 1962. Elle fait partie de l'aire d'attraction de Gourdon.

## Géographie
Cette commune est située dans le Quercy en haute Bouriane sur le Bléou, la Melve et la route nationale 673 entre Gourdon et Rocamadour. Le Vigan-en-Quercy est membre de la communauté de communes Haute Bouriane. Le Vigan-en-Quercy est une commune d'une superficie totale de 3 440 hectares, et son altitude varie entre 202 et 391 mètres. Au dernier recensement, Le Vigan-en-Quercy comptait un peu plus de 1 450 habitants.

### Communes limitrophes
Les communes limitrophes sont  Anglars-Nozac, Gourdon, Payrac, Reilhaguet, Saint-Cirq-Souillaguet, Saint-Projet et Soucirac.
| Anglars-Nozac | Payrac                 | Reilhaguet   |
| Gourdon       | du Vigan-en-Quercy     | Saint-Projet |
|               | Saint-Cirq-Souillaguet | Soucirac     |

### Climat
Pour des articles plus généraux, voir Climat de l'Occitanie et Climat du Lot.
En 2010, le climat de la commune est de type climat océanique altéré, selon une étude s'appuyant sur une série de données couvrant la période 1971-2000. En 2020, Météo-France publie une typologie des climats de la France métropolitaine dans laquelle la commune est toujours exposée à un climat océanique altéré et est dans la région climatique Ouest et nord-ouest du Massif Central, caractérisée par une pluviométrie annuelle de 900 à 1 500 mm, maximale en automne et en hiver.
Pour la période 1971-2000, la température annuelle moyenne est de 12 °C, avec une amplitude thermique annuelle de 15,5 °C. Le cumul annuel moyen de précipitations est de 955 mm, avec 11,1 jours de précipitations en janvier et 6,8 jours en juillet. Pour la période 1991-2020, la température moyenne annuelle observée sur la station météorologique la plus proche, située sur la commune de Gourdon à 5 km à vol d'oiseau, est de 13,1 °C et le cumul annuel moyen de précipitations est de 823,0 mm,. Pour l'avenir, les paramètres climatiques de la commune estimés pour 2050 selon différents scénarios d’émission de gaz à effet de serre sont consultables sur un site dédié publié par Météo-France en novembre 2022.

### Milieux naturels et biodiversité

#### Espaces protégés
La protection réglementaire est le mode d’intervention le plus fort pour préserver des espaces naturels remarquables et leur biodiversité associée,.
La commune fait partie de la zone de transition du bassin de la Dordogne, un territoire d'une superficie de 1 880 258 ha reconnu réserve de biosphère par l'UNESCO en juillet 2012,.

#### Zones naturelles d'intérêt écologique, faunistique et floristique

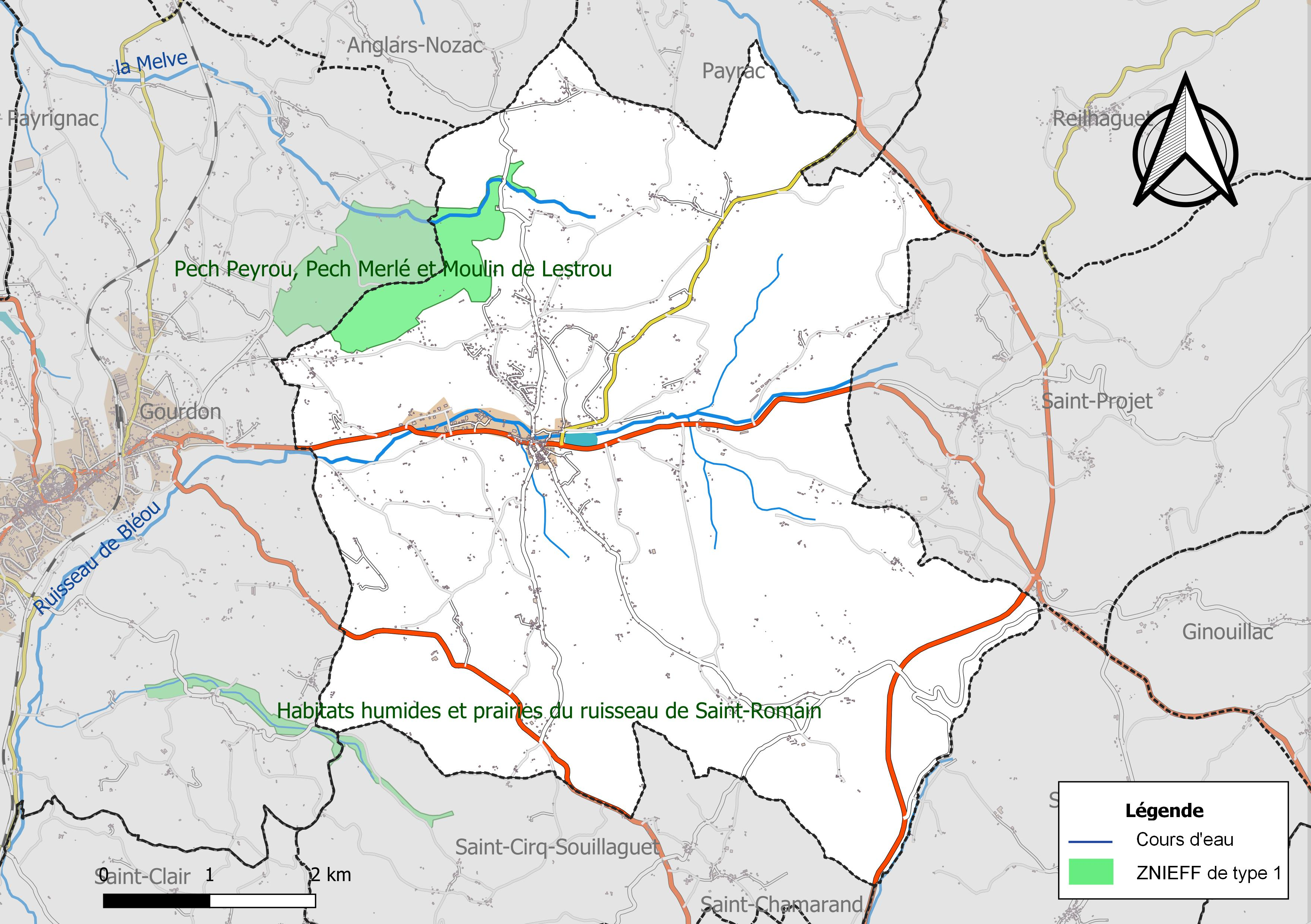
Carte de la ZNIEFF de type 1 localisée sur la commune.

L’inventaire des zones naturelles d'intérêt écologique, faunistique et floristique (ZNIEFF) a pour objectif de réaliser une couverture des zones les plus intéressantes sur le plan écologique, essentiellement dans la perspective d’améliorer la connaissance du patrimoine naturel national et de fournir aux différents décideurs un outil d’aide à la prise en compte de l’environnement dans l’aménagement du territoire.
Une ZNIEFF de type 1 est recensée sur la commune :
le « pech Peyrou, pech Merlé et Moulin de Lestrou » (201 ha), couvrant 2 communes du département.

## Urbanisme

### Typologie
Au 1er janvier 2024, Le Vigan est catégorisée commune rurale à habitat dispersé, selon la nouvelle grille communale de densité à sept niveaux définie par l'Insee en 2022.
Elle est située hors unité urbaine. Par ailleurs la commune fait partie de l'aire d'attraction de Gourdon, dont elle est une commune de la couronne,. Cette aire, qui regroupe 22 communes, est catégorisée dans les aires de moins de 50 000 habitants,.

### Occupation des sols
L'occupation des sols de la commune, telle qu'elle ressort de la base de données européenne d’occupation biophysique des sols Corine Land Cover (CLC), est marquée par l'importance des territoires agricoles (53,4 % en 2018), en diminution par rapport à 1990 (58 %). La répartition détaillée en 2018 est la suivante :
forêts (38,8 %), zones agricoles hétérogènes (35,8 %), prairies (17,6 %), milieux à végétation arbustive et/ou herbacée (3,9 %), zones urbanisées (3,8 %). L'évolution de l’occupation des sols de la commune et de ses infrastructures peut être observée sur les différentes représentations cartographiques du territoire : la carte de Cassini (XVIIIe siècle), la carte d'état-major (1820-1866) et les cartes ou photos aériennes de l'IGN pour la période actuelle (1950 à aujourd'hui).

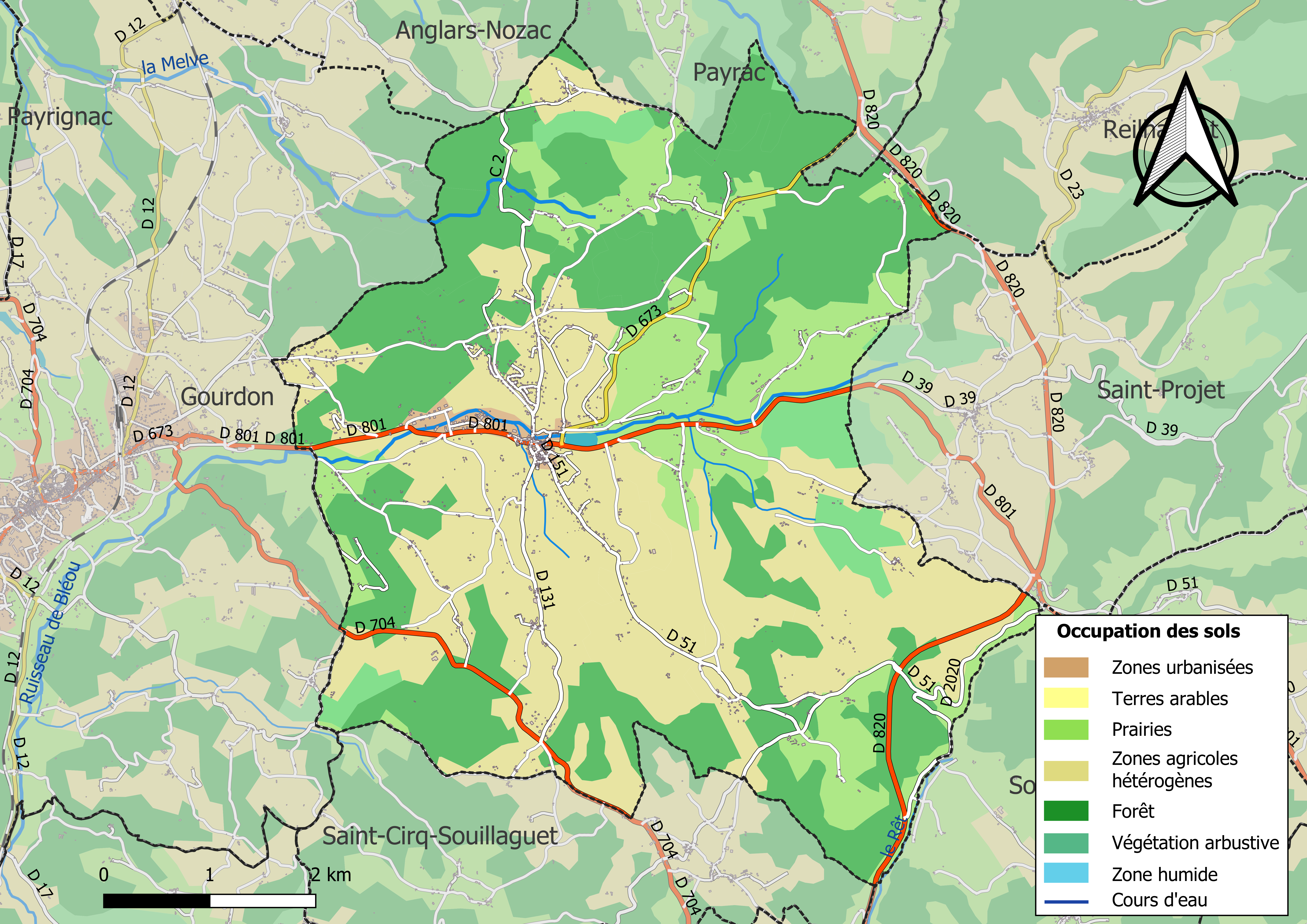
Carte des infrastructures et de l'occupation des sols de la commune en 2018 (CLC).

### Risques majeurs
Le territoire de la commune du Vigan-en-Quercy est vulnérable à différents aléas naturels : météorologiques (tempête, orage, neige, grand froid, canicule ou sécheresse), inondations, feux de forêts, mouvements de terrains et séisme (sismicité très faible). Il est également exposé à un risque technologique, le transport de matières dangereuses. Un site publié par le BRGM permet d'évaluer simplement et rapidement les risques d'un bien localisé soit par son adresse soit par le numéro de sa parcelle.

#### Risques naturels
Certaines parties du territoire communal sont susceptibles d’être affectées par le risque d’inondation par débordement de cours d'eau, notamment la Melve et le Bléou. La cartographie des zones inondables en ex-Midi-Pyrénées réalisée dans le cadre du XIe Contrat de plan État-région, visant à informer les citoyens et les décideurs sur le risque d’inondation, est accessible sur le site de la DREAL Occitanie. La commune a été reconnue en état de catastrophe naturelle au titre des dommages causés par les inondations et coulées de boue survenues en 1982, 1992, 1993, 1996 et 1999,.
Le Vigan-en-Quercy est exposée au risque de feu de forêt du fait de la présence sur son territoire du massif Ouest. Un plan départemental de protection des forêts contre les incendies a été approuvé par arrêté préfectoral le 30 novembre 2015 pour la période 2015-2025. Les propriétaires doivent ainsi couper les broussailles, les arbustes et les branches basses sur une profondeur de 50 mètres, aux abords des constructions, chantiers, travaux et installations de toute nature, situées à moins de 200 mètres de terrains en nature
de bois, forêts, plantations, reboisements, landes ou friches. Le brûlage des déchets issus de l’entretien des parcs et jardins des ménages et des collectivités est interdit. L’écobuage est également interdit, ainsi que les feux de type méchouis et barbecues, à l’exception de ceux prévus dans des installations fixes (non situées sous couvert d'arbres) constituant une dépendance d'habitation.

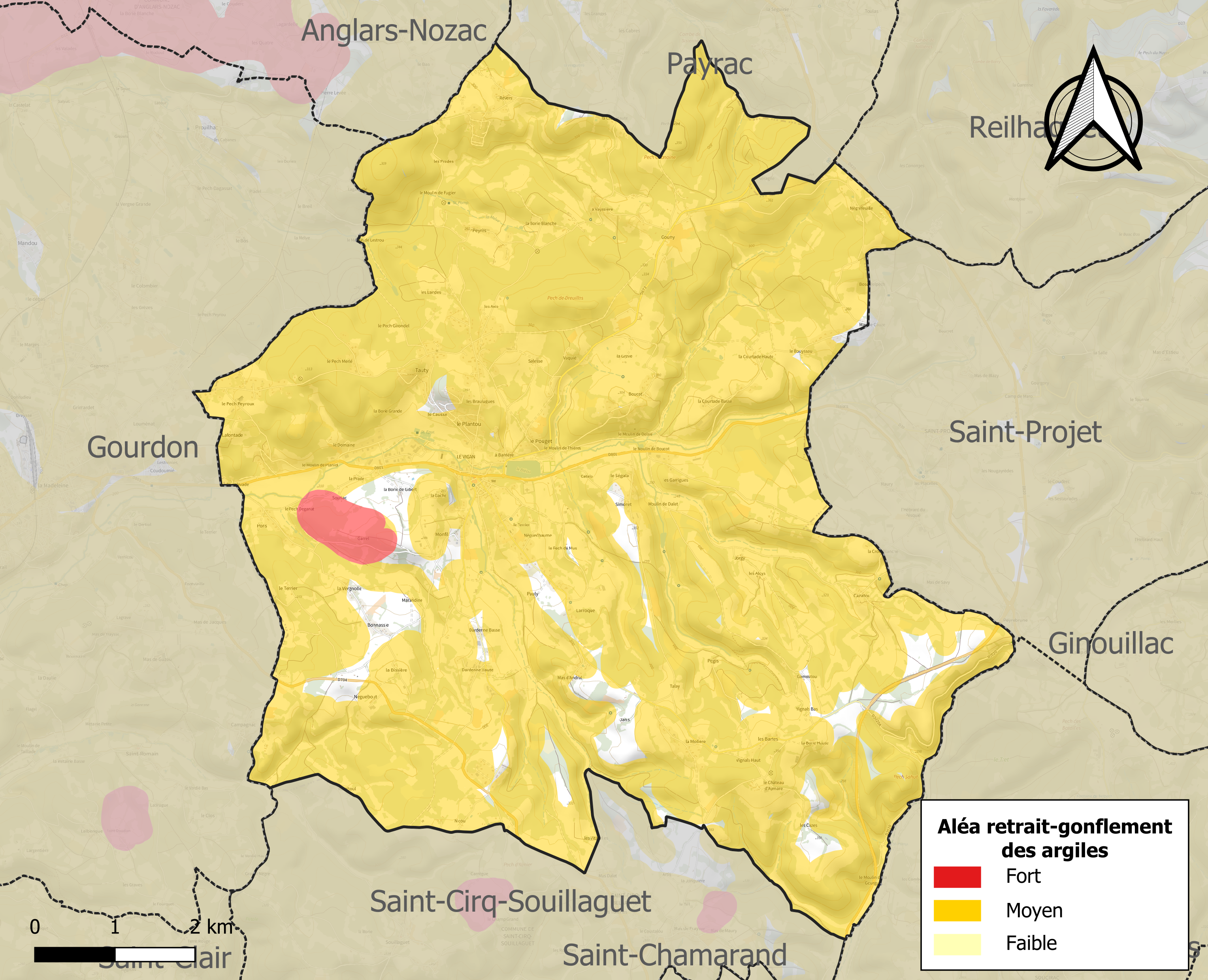
Carte des zones d'aléa retrait-gonflement des sols argileux du Vigan-en-Quercy.

Les mouvements de terrains susceptibles de se produire sur la commune sont des affaissements et effondrements liés aux cavités souterraines (hors mines), des éboulements, chutes de pierres et de blocs, des glissements de terrain et des tassements différentiels. Par ailleurs, afin de mieux appréhender le risque d’affaissement de terrain, l'inventaire national des cavités souterraines permet de localiser celles situées sur la commune.
Le retrait-gonflement des sols argileux est susceptible d'engendrer des dommages importants aux bâtiments en cas d’alternance de périodes de sécheresse et de pluie. 93,9 % de la superficie communale est en aléa moyen ou fort (67,7 % au niveau départemental et 48,5 % au niveau national). Sur les 883 bâtiments dénombrés sur la commune en 2019, 803 sont en aléa moyen ou fort, soit 91 %, à comparer aux 72 % au niveau départemental et 54 % au niveau national. Une cartographie de l'exposition du territoire national au retrait gonflement des sols argileux est disponible sur le site du BRGM,.
Par ailleurs, afin de mieux appréhender le risque d’affaissement de terrain, l'inventaire national des cavités souterraines permet de localiser celles situées sur la commune.
Concernant les mouvements de terrains, la commune a été reconnue en état de catastrophe naturelle au titre des dommages causés par la sécheresse en 1989, 2019 et 2020 et par des mouvements de terrain en 1999.

#### Risques technologiques
Le risque de transport de matières dangereuses sur la commune est lié à sa traversée par une route à fort trafic. Un accident se produisant sur une telle infrastructure est susceptible d’avoir des effets graves sur les biens, les personnes ou l'environnement, selon la nature du matériau transporté. Des dispositions d’urbanisme peuvent être préconisées en conséquence.

## Toponymie
Le toponyme Le Vigan serait basé sur Vicanum qui désignerait un village faubourg par rapport à Gourdon.
Le Vigan, s'appelait primitivement Carbonac et ce jusqu'au XIe siècle.
Le 8 août 2024, la modification du nom de la commune en Le Vigan-en-Quercy est parue au Journal officiel pour une date d'effet au 1er janvier 2025.

## Politique et administration

### Liste des maires
| Période | Période  | Identité                     | Étiquette | Qualité |
| ------- | -------- | ---------------------------- | --------- | ------- |
| 1802    | 1804     | Pierre Thiere                |           |         |
| 1804    | 1816     | Jean-baptiste Belly          |           |         |
| 1816    | 1848     | Guilhaume Glandin            |           |         |
| 1848    | 1871     | Jean-louis André Fontanilhes |           |         |
| 1871    | 1874     | Jean Lagarrigue              |           |         |
| 1874    | 1880     | Louis André Fontanilhes      |           |         |
| 1880    | 1883     | Alfred Gozon (de)            |           |         |
| 1883    | 1884     | Jean Brunet                  |           |         |
| 1884    | 1889     | Alfred Gozon (de)            |           |         |
| 1889    | 1909     | Louis Camy (de)              |           |         |
| 1909    | 1916     | Jean Gouloumes               |           |         |
| 1916    | 1919     | Baptiste Delpech             |           |         |
| 1919    | 1925     | Jean-antoine Lagarrigue      |           |         |
| 1925    | 1935     | Emile Bel                    |           |         |
| 1935    | 1941     | Jean Delchie                 |           |         |
| 1941    | 1943     | René Manieres-mezon          |           |         |
| 1944    | 1969     | Jean Delchie                 |           |         |
| 1969    | 1983     | Roland Delchie               | PS        |         |
| 1983    | 2020     | Daniel Souladié              |           |         |
| 2020    | en cours | Jean Michel Favori           |           |         |

## Démographie
L'évolution du nombre d'habitants est connue à travers les recensements de la population effectués dans la commune depuis 1793. Pour les communes de moins de 10 000 habitants, une enquête de recensement portant sur toute la population est réalisée tous les cinq ans, les populations de référence des années intermédiaires étant quant à elles estimées par interpolation ou extrapolation. Pour la commune, le premier recensement exhaustif entrant dans le cadre du nouveau dispositif a été réalisé en 2005.

En 2022, la commune comptait 1 544 habitants, en évolution de −2,22 % par rapport à 2016 (Lot : +1,31 %, France hors Mayotte : +2,11 %).
| 1793  | 1800  | 1806  | 1821  | 1831  | 1836  | 1841  | 1846  | 1851  |
| ----- | ----- | ----- | ----- | ----- | ----- | ----- | ----- | ----- |
| 1 600 | 2 277 | 1 562 | 1 512 | 1 712 | 1 762 | 1 781 | 1 801 | 1 684 |

| 1856  | 1861  | 1866  | 1872  | 1876  | 1881  | 1886  | 1891  | 1896  |
| ----- | ----- | ----- | ----- | ----- | ----- | ----- | ----- | ----- |
| 1 682 | 1 709 | 1 753 | 1 700 | 1 696 | 1 663 | 1 568 | 1 574 | 1 462 |

| 1901  | 1906  | 1911  | 1921 | 1926 | 1931 | 1936 | 1946 | 1954 |
| ----- | ----- | ----- | ---- | ---- | ---- | ---- | ---- | ---- |
| 1 337 | 1 256 | 1 184 | 997  | 972  | 952  | 902  | 918  | 859  |

| 1962 | 1968 | 1975 | 1982 | 1990 | 1999  | 2005  | 2006  | 2010  |
| ---- | ---- | ---- | ---- | ---- | ----- | ----- | ----- | ----- |
| 813  | 845  | 826  | 836  | 922  | 1 189 | 1 324 | 1 372 | 1 476 |

| 2015  | 2020  | 2022  | - | - | - | - | - | - |
| ----- | ----- | ----- | - | - | - | - | - | - |
| 1 568 | 1 546 | 1 544 | - | - | - | - | - | - |

Au début du XXe siècle, Le Vigan comptait 1256 habitants.

## Économie

### Revenus
En 2018, la commune compte 695 ménages fiscaux, regroupant 1 531 personnes. La médiane du revenu disponible par unité de consommation est de 20 390 € (20 740 € dans le département).

### Emploi
|                | 2008  | 2013   | 2018  |
| -------------- | ----- | ------ | ----- |
| Commune        | 9,5 % | 10,4 % | 9,1 % |
| Département    | 7,3 % | 8,9 %  | 9,6 % |
| France entière | 8,3 % | 10 %   | 10 %  |

En 2018, la population âgée de 15 à 64 ans s'élève à 855 personnes, parmi lesquelles on compte 77 % d'actifs (67,9 % ayant un emploi et 9,1 % de chômeurs) et 23 % d'inactifs,. En 2018, le taux de chômage communal (au sens du recensement) des 15-64 ans est inférieur à celui de la France et du département, alors qu'en 2008 la situation était inverse.
La commune fait partie de la couronne de l'aire d'attraction de Gourdon, du fait qu'au moins 15 % des actifs travaillent dans le pôle,. Elle compte 333 emplois en 2018, contre 315 en 2013 et 367 en 2008. Le nombre d'actifs ayant un emploi résidant dans la commune est de 604, soit un indicateur de concentration d'emploi de 55,1 % et un taux d'activité parmi les 15 ans ou plus de 50,2 %.
Sur ces 604 actifs de 15 ans ou plus ayant un emploi, 177 travaillent dans la commune, soit 29 % des habitants. Pour se rendre au travail, 89,8 % des habitants utilisent un véhicule personnel ou de fonction à quatre roues, 0,7 % les transports en commun, 2,2 % s'y rendent en deux-roues, à vélo ou à pied et 7,3 % n'ont pas besoin de transport (travail au domicile).

### Activités hors agriculture
147 établissements sont implantés au Vigan au 31 décembre 2019. Le tableau ci-dessous en détaille le nombre par secteur d'activité et compare les ratios avec ceux du département,.
| Secteur d'activité                                                                                        | Commune | Commune | Département |
| Secteur d'activité                                                                                        | Nombre  | %       | %           |
| --- | ------- | ------- | ----------- |
| Ensemble                                                                                                  | 147     | 100 %   | (100 %)     |
| Industrie manufacturière, industries extractives et autres                                                | 18      | 12,2 %  | (14 %)      |
| Construction                                                                                              | 24      | 16,3 %  | (13,9 %)    |
| Commerce de gros et de détail, transports, hébergement et restauration                                    | 50      | 34 %    | (29,9 %)    |
| Information et communication                                                                              | 5       | 3,4 %   | (1,8 %)     |
| Activités financières et d'assurance                                                                      | 3       | 2 %     | (2,8 %)     |
| Activités immobilières                                                                                    | 2       | 1,4 %   | (3,5 %)     |
| Activités spécialisées, scientifiques et techniques et activités de services administratifs et de soutien | 14      | 9,5 %   | (13,5 %)    |
| Administration publique, enseignement, santé humaine et action sociale                                    | 17      | 11,6 %  | (12 %)      |
| Autres activités de services                                                                              | 14      | 9,5 %   | (8,7 %)     |

Le secteur du commerce de gros et de détail, des transports, de l'hébergement et de la restauration est prépondérant sur la commune puisqu'il représente 34 % du nombre total d'établissements de la commune (50 sur les 147 entreprises implantées au Le Vigan), contre 29,9 % au niveau départemental.

### Agriculture
La commune est dans les Causses », une petite région agricole occupant une grande partie centrale du département du Lot. En 2020, l'orientation technico-économique de l'agriculture  sur la commune est la polyculture et/ou le polyélevage.
|               | 1988  | 2000  | 2010 | 2020 |
| ------------- | ----- | ----- | ---- | ---- |
| Exploitations | 72    | 55    | 29   | 23   |
| SAU (ha)      | 1 184 | 1 058 | 957  | 754  |

Le nombre d'exploitations agricoles en activité et ayant leur siège dans la commune est passé de 72 lors du recensement agricole de 1988  à 55 en 2000 puis à 29 en 2010 et enfin à 23 en 2020, soit une baisse de 68 % en 32 ans. Le même mouvement est observé à l'échelle du département qui a perdu pendant cette période 60 % de ses exploitations,. La surface agricole utilisée sur la commune a également diminué, passant de 1184 ha en 1988 à 754 ha en 2020. Parallèlement la surface agricole utilisée moyenne par exploitation a augmenté, passant de 16 à 33 ha.

## Culture locale et patrimoine

### Lieux et monuments

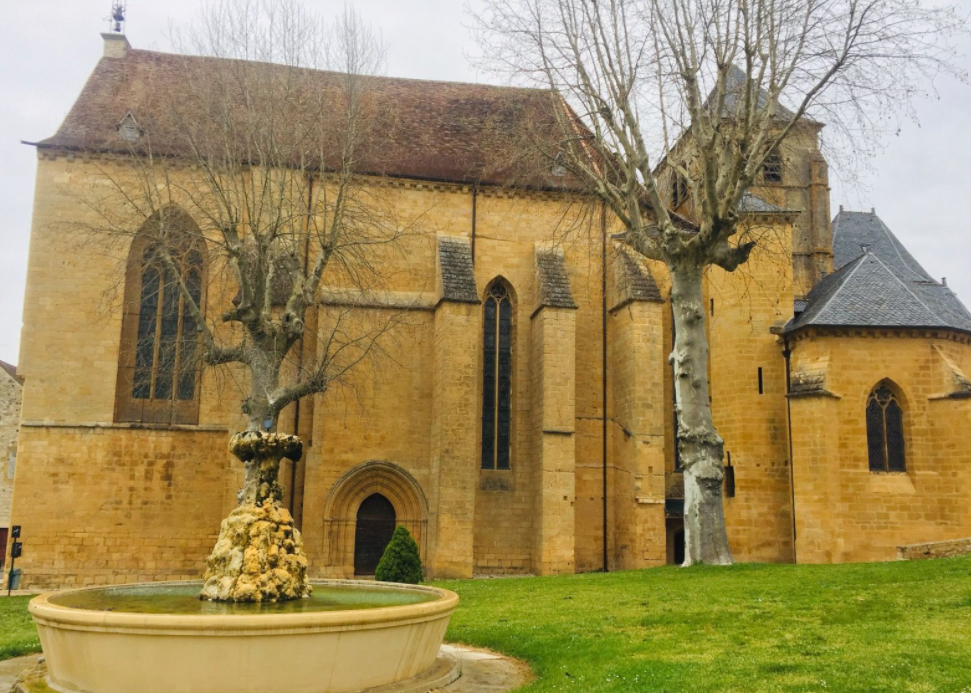
Église Notre-Dame-de-l'Assomption du Vigan

- Église Notre-Dame-de-l'Assomption du ViganÉglise Notre-Dame-de-l'Assomption du Vigan (cette église remplace l'ancienne église Saint-Gall du Vigan[36].), XIIIe /XVe[37]. L'édifice a été classé au titre des monuments historiques en 1979[38]. Plusieurs objets sont référencer dans la base Palissy[38].
- Chapelle Notre-Dame de l'Hôpital, dite Sainte-Rondine du Vigan.
- Musée Henri-Giron[Note 11].

### Personnalités liées à la commune
- Jean-Mamert Cayla (1812-1877), journaliste né sur la commune.